# Lilla Flatsjön
Lilla Flatsjön är en sjö i Gävle kommun i Gästrikland och ingår i Dalälvens huvudavrinningsområde.